# Sam Stout
Pour les articles homonymes, voir Stout (homonymie).
Samuel James Stout, né le 23 avril 1984 à London en Ontario, est un pratiquant professionnel canadien d'arts martiaux mixtes. Il combattait à l'Ultimate Fighting Championship.

## Palmarès en arts martiaux mixtes
| 33 combats     | 20 victoires | 12 défaites |
| Par KO         | 9            | 3           |
| Par soumission | 1            | 3           |
| Sur décision   | 10           | 6           |
| Égalités       | 1            | 1           |

| Résultat | Record  | Adversaire         | Méthode                                 | Événement                                                | Date       | Round | Temps | Lieu                                    | Notes               |
| -------- | ------- | ------------------ | --------------------------------------- | -------------------------------------------------------- | ---------- | ----- | ----- | --------------------------------------- | ------------------- |
| Défaite  | 20-12-1 | Frankie Perez      | KO (poings)                             | UFC Fight Night: Holloway vs. Oliveira                   | 23-08-2015 | 1     | 0:54  | Saskatoon, Saskatchewan, Canada         |                     |
| Défaite  | 20-11-1 | Ross Pearson       | KO (poings)                             | UFC 185: Pettis vs. dos Anjos                            | 14-03-2015 | 2     | 1:33  | Dallas, Texas, États-Unis               |                     |
| Défaite  | 20-10-1 | K.J. Noons         | KO (coups de poing)                     | The Ultimate Fighter Nations Finale: Bisping vs. Kennedy | 16-04-2014 | 1     | 0:30  | Québec, Québec, Canada                  | Combat en mi-moyen  |
| Victoire | 20-9-1  | Cody McKenzie      | Décision Unanime                        | UFC on Fox: Johnson vs. Benavidez II                     | 14-12-2013 | 3     | 5:00  | Sacramento, Californie, États-Unis      |                     |
| Défaite  | 19-9-1  | James Krause       | Soumission (étranglement en guillotine) | UFC 161: Evans vs. Henderson                             | 15-06-2013 | 3     | 4:47  | Winnipeg, Manitoba, Canada              | Combat de la soirée |
| Victoire | 19-8-1  | Caros Fodor        | Décision unanime                        | UFC 157: Rousey vs. Carmouche                            | 23-02-2013 | 3     | 5:00  | Anaheim, Californie, États-Unis         |                     |
| Défaite  | 18-8-1  | John Makdessi      | Décision unanime                        | UFC 154: St-Pierre vs. Condit                            | 17-11-2012 | 3     | 5:00  | Montréal, Québec, Canada                |                     |
| Victoire | 18-7-1  | Spencer Fisher     | Décision unanime                        | UFC on FX: Guida vs. Maynard                             | 22-06-2012 | 3     | 5:00  | Atlantic City, New Jersey, États-Unis   | Combat de la soirée |
| Défaite  | 17-7-1  | Thiago Tavares     | Décision unanime                        | UFC 142: Aldo vs. Mendes                                 | 14-01-2012 | 3     | 5:00  | Rio de Janeiro, Brésil                  |                     |
| Victoire | 17-6-1  | Yves Edwards       | KO (coup de poing)                      | UFC 131: Dos Santos vs. Carwin                           | 11-06-2011 | 1     | 3:52  | Vancouver, Colombie-Britannique, Canada | KO de la soirée     |
| Victoire | 16-6-1  | Paul Taylor        | Décision partagée                       | UFC 121: Lesnar vs. Velasquez                            | 23-10-2010 | 3     | 5:00  | Anaheim, Californie, États-Unis         |                     |
| Défaite  | 15-6-1  | Jeremy Stephens    | Décision partagée                       | UFC 113: Machida vs. Shogun 2                            | 08-05-2010 | 3     | 5:00  | Montréal, Québec, Canada                | Combat de la soirée |
| Victoire | 15-5-1  | Joe Lauzon         | Décision unanime                        | UFC 108: Evans vs. Silva                                 | 02-01-2010 | 3     | 5:00  | Las Vegas, Nevada, États-Unis           | Combat de la soirée |
| Victoire | 14-5-1  | Matt Wiman         | Décision unanime                        | UFC 97: Redemption                                       | 18-04-2009 | 3     | 5:00  | Montréal, Québec, Canada                | Combat de la soirée |
| Défaite  | 13-5-1  | Terry Etim         | Décision unanime                        | UFC 89: Bisping vs. Leben                                | 18-10-2008 | 3     | 5:00  | Birmingham, Angleterre                  |                     |
| Défaite  | 13-4-1  | Rich Clementi      | Décision partagée                       | UFC 83: Serra vs. St. Pierre II                          | 19-04-2008 | 3     | 5:00  | Montréal, Québec, Canada                |                     |
| Victoire | 13-3-1  | Per Eklund         | Décision unanime                        | UFC 80: Rapid Fire                                       | 19-01-2008 | 3     | 5:00  | Newcastle, Angleterre                   |                     |
| Victoire | 12-3-1  | Martin Grandmont   | KO (coups de poing)                     | TKO 30: Apocalypse                                       | 28-09-2007 | 1     | 3:00  | Montréal, Québec, Canada                |                     |
| Défaite  | 11-3-1  | Spencer Fisher     | Décision unanime                        | UFC Fight Night: Stout vs. Fisher                        | 12-06-2007 | 3     | 5:00  | Hollywood, Floride, États-Unis          | Combat de la soirée |
| Victoire | 11-2-1  | Fabio Holanda      | TKO (arrêt du coin)                     | TKO 28: Inevitable                                       | 09-02-2007 | 2     | 5:00  | Montréal, Québec, Canada                |                     |
| Victoire | 10-2-1  | Jay Estrada        | Soumission (clé de bras)                | TKO 27: Reincarnation                                    | 29-09-2006 | 2     | 1:21  | Montréal, Québec, Canada                |                     |
| Défaite  | 9-2-1   | Kenny Florian      | Soumission (rear naked choke)           | The Ultimate Fighter 3 Finale                            | 24-06-2006 | 1     | 1:46  | Las Vegas, Nevada, États-Unis           |                     |
| Victoire | 9-1-1   | Spencer Fisher     | Décision partagée                       | UFC 58: USA vs. Canada                                   | 04-03-2006 | 3     | 5:00  | Las Vegas, Nevada, États-Unis           | Combat de la soirée |
| Victoire | 8-1-1   | Donald Ouimet      | KO (coups de poing)                     | TKO 23: Extreme                                          | 05-11-2005 | 1     | 4:43  | Victoriaville, Québec, Canada           |                     |
| Victoire | 7-1-1   | Donald Ouimet      | Décision partagée                       | TKO 21: Collision                                        | 15-07-2005 | 3     | 5:00  | Montréal, Québec, Canada                |                     |
| Victoire | 6-1-1   | Tyler Jackson      | Décision unanime                        | TKO 20: Champion vs. Champion                            | 02-04-2005 | 3     | 5:00  | Montréal, Québec, Canada                |                     |
| Victoire | 5-1-1   | Joey Brown         | TKO (coups de poing)                    | TKO 19: Rage                                             | 29-01-2005 | 1     | 2:45  | Montréal, Québec, Canada                |                     |
| Victoire | 4-1-1   | Dave Goulet        | KO (coup de pied à la tête)             | TKO 18: Impact                                           | 26-11-2004 | 3     | 0:59  | Montréal, Québec, Canada                |                     |
| Victoire | 3-1-1   | Steve Claveau      | TKO (coups de coude)                    | TKO 17: Revenge                                          | 25-09-2004 | 1     | 3:07  | Québec, Québec, Canada                  |                     |
| Victoire | 2-1-1   | Yves Jabouin       | TKO (coup de poing)                     | TKO 16: Infernal                                         | 22-05-2004 | 1     | 4:15  | Québec, Québec, Canada                  |                     |
| Victoire | 1-1-1   | Stephane Laliberte | TKO (coups de poing)                    | TKO: FutureStars                                         | 27-03-2004 | 1     | 4:12  | Victoriaville, Québec, Canada           |                     |
| Égalité  | 0-1-1   | Joey Clark         | Égalité                                 | ICC: Trials                                              | 12-03-2004 | 2     | 5:00  | Minnesota, États-Unis                   |                     |
| Défaite  | 0-1     | Jay Estrada        | Soumission (rear naked choke)           | Total Martial Arts Challenge                             | 07-06-2003 | 1     | 2:14  | Cicero, Illinois, États-Unis            |                     |